# La Cigogne (boisson)
 (juillet 2024).
La mise en forme du texte ne suit pas les recommandations de Wikipédia : il faut le « wikifier ».
Les points d'amélioration suivants sont les cas les plus fréquents. Le détail des points à revoir est peut-être précisé sur la page de discussion.
- Les titres sont pré-formatés par le logiciel. Ils ne sont ni en capitales, ni en gras.
- Le texte ne doit pas être écrit en capitales (les noms de famille non plus), ni en gras, ni en italique, ni en « petit »…
- Le gras n'est utilisé que pour surligner le titre de l'article dans l'introduction, une seule fois.
- L'italique est rarement utilisé : mots en langue étrangère, titres d'œuvres, noms de bateaux, etc.
- Les citations ne sont pas en italique mais en corps de texte normal. Elles sont entourées par des guillemets français : « et ».
- Les listes à puces sont à éviter, des paragraphes rédigés étant largement préférés. Les tableaux sont à réserver à la présentation de données structurées (résultats, etc.).
- Les appels de note de bas de page (petits chiffres en exposant, introduits par l'outil «  Source ») sont à placer entre la fin de phrase et le point final[comme ça].
- Les liens internes (vers d'autres articles de Wikipédia) sont à choisir avec parcimonie. Créez des liens vers des articles approfondissant le sujet. Les termes génériques sans rapport avec le sujet sont à éviter, ainsi que les répétitions de liens vers un même terme.
- Les liens externes sont à placer uniquement dans une section « Liens externes », à la fin de l'article. Ces liens sont à choisir avec parcimonie suivant les règles définies. Si un lien sert de source à l'article, son insertion dans le texte est à faire par les notes de bas de page.
- La présentation des références doit suivre les conventions bibliographiques. Il est recommandé d'utiliser les modèles {{Ouvrage}}, {{Chapitre}}, {{Article}}, {{Lien web}} et/ou {{Bibliographie}}. Le mode d'édition visuel peut mettre en forme automatiquement les références.
- Insérer une infobox (cadre d'informations à droite) n'est pas obligatoire pour parachever la mise en page.

Pour une aide détaillée, merci de consulter Aide:Wikification.
Si vous pensez que ces points ont été résolus, vous pouvez retirer ce bandeau et améliorer la mise en forme d'un autre article.
La Cigogne (en arabe : لاسݣون), est un soda marocain au goût de citron, crée en 1929 par la Brasserie Glacière Internationale (BGI).

## Historique
En 1929, durant l'ère coloniale, la Brasserie Glacière Internationale lance une gamme de boissons non-alcoolisées, elle était de base spécialisée dans la bière a destination des colons français, l'objectif était d'attirer une clientèle marocaine (musulmane, donc ne consommant pas d'alcool).
"La Cigogne" jouit d'un succès dans toutes les couches de la société marocaine et devient une icône dans chaque foyer, avec quatre usines d'embouteillage dans le pays, une à Casablanca, une à Fès, une à Marrakech et la dernière à Tanger.
En 1937, la BGI (devenu Brasseries du Maroc entre temps) crée un nouveau dépôt à Kénitra, où ils stockent des agrumes (principalement des oranges) venus du Gharb, avec ses derniers, va être confectionné la célèbre boisson "Judor" qui, tout comme sa grande sœur, va conquérir le marché marocain.
Dans les années 1970, ces boissons tiendront tête aux géants Pepsi et Coca-Cola. Parallèlement à ce succès, une loi sur la "Marocanisation" des sociétés va obliger la BGI à quitter le Maroc et alors une nouvelle société, la SNI, va profiter pour récupérer les parts de l'entreprise sortante en 1974. Ils vont créer encore de nouvelles boissons, tel que "Youki" et "Gil". Qui connaîtront un succès similaire à "La Cigogne" et "Judor".

## Retrait du Marché
Avec le début de la mondialisation du Maroc, la marque va commencer à chuter dû à un accord entre la Brasserie Marocaine  et Coca-Cola, et peu à peu, les boissons sont retirées du marché et en 1997, la production est officiellement terminée. Même si les commandes continuaient à affluer.

## Retour
En juin 2024, la Société des Boissons du Maroc, filiale marocaine du Groupe Castel, annonce un retour de "La Cigogne" pour juillet 2024, avec des conditionnements en bouteilles et en canettes comme avant son retrait du marché. Elle fait finalement son retour le 1er octobre dans les rayons marocains.